# Amica Chips-Knauf

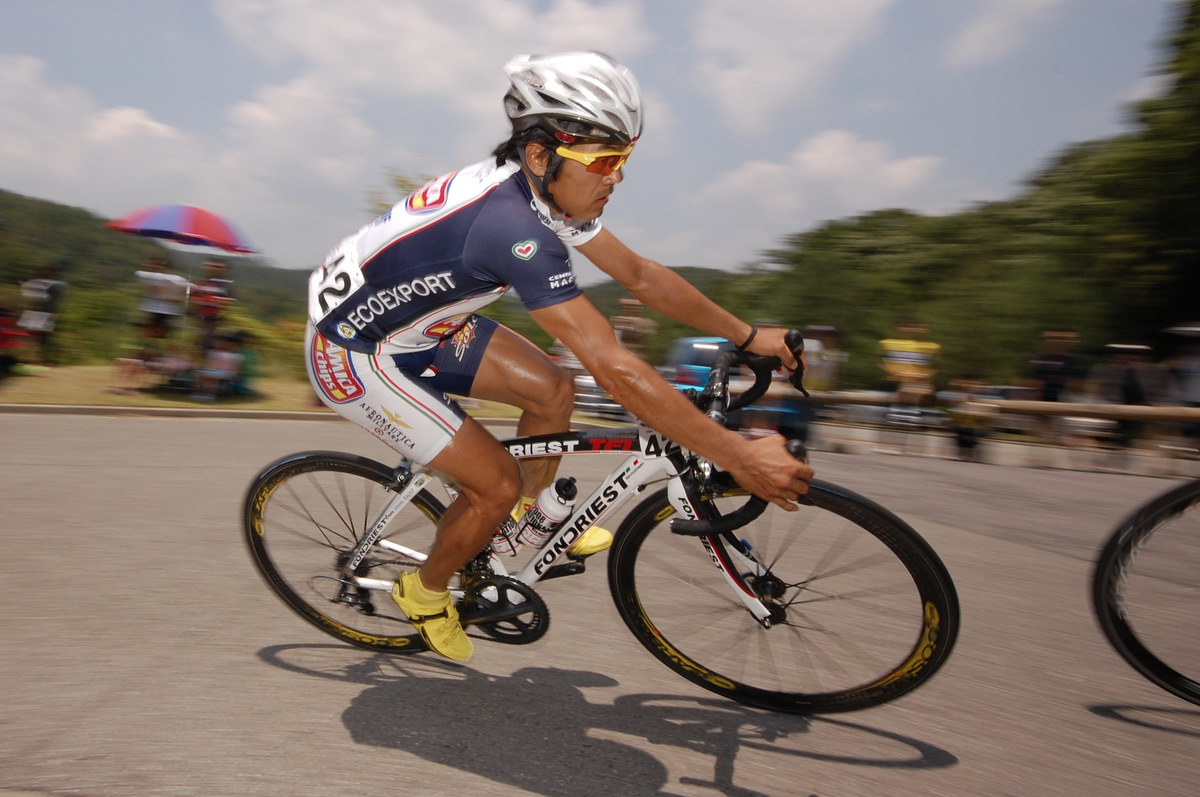
Takashi Miyazawa (2009)

Amica Chips-Knauf oder Nippo-Endeka ist ein ehemaliges san-marinesisches Radsportteam, welches von 2008 bis 2009 aktiv war.

## Organisation
Die Mannschaft wurde 2008 durch die Betreiberfirma Team Ciclistico Sammarinese SRL unter dem Namen Team Nippo-Endeka gegründet und nahm als Continental Team an den UCI Continental Circuits teil. Die meisten Rennen fuhr das Team in Europa und Asien.
2009 fuhr es als Amica Chips-Knauf mit einer Lizenz als Professional Continental Team. Manager war Simone Mori, den die Sportlichen Leiter Guido Bontempi, Antonio Cibei, Fabrizio Fabbri und Giuseppe Martinelli unterstützten. Fahrrad-Sponsor des Teams war die Marke Colnago. Am 29. Mai 2009 wurde das Team durch den Weltradsportverband UCI suspendiert und durfte deswegen nicht mehr an internationalen Radrennen teilnehmen.

## Erfolge
2008
- Gran Premio Industria & Artigianato
- Gesamtwertung und eine Etappe Istrian Spring Trophy
- zwei Etappen Serbien-Rundfahrt
- eine Etappe Brixia Tour
- eine Etappe Tour of Japan

2009
- Gesamtwertung und zwei Etappen Tour de Hokkaidō
- Gran Premio Nobili Rubinetterie
- eine Etappe Asturien-Rundfahrt
- eine Etappe Tour of Hainan

## Bekannte Fahrer
- Eddy Ratti (2008–2009)
- Simone Cadamuro (2008–2009)
- Robert Kišerlovski (01.2009–06.2009)
- Simon Clarke (01.2009–08.2009)
- Grega Bole (01.2009–08.2009)
- Igor Astarloa (2009)
- Takashi Miyazawa (2009)